# Gustav Elmen

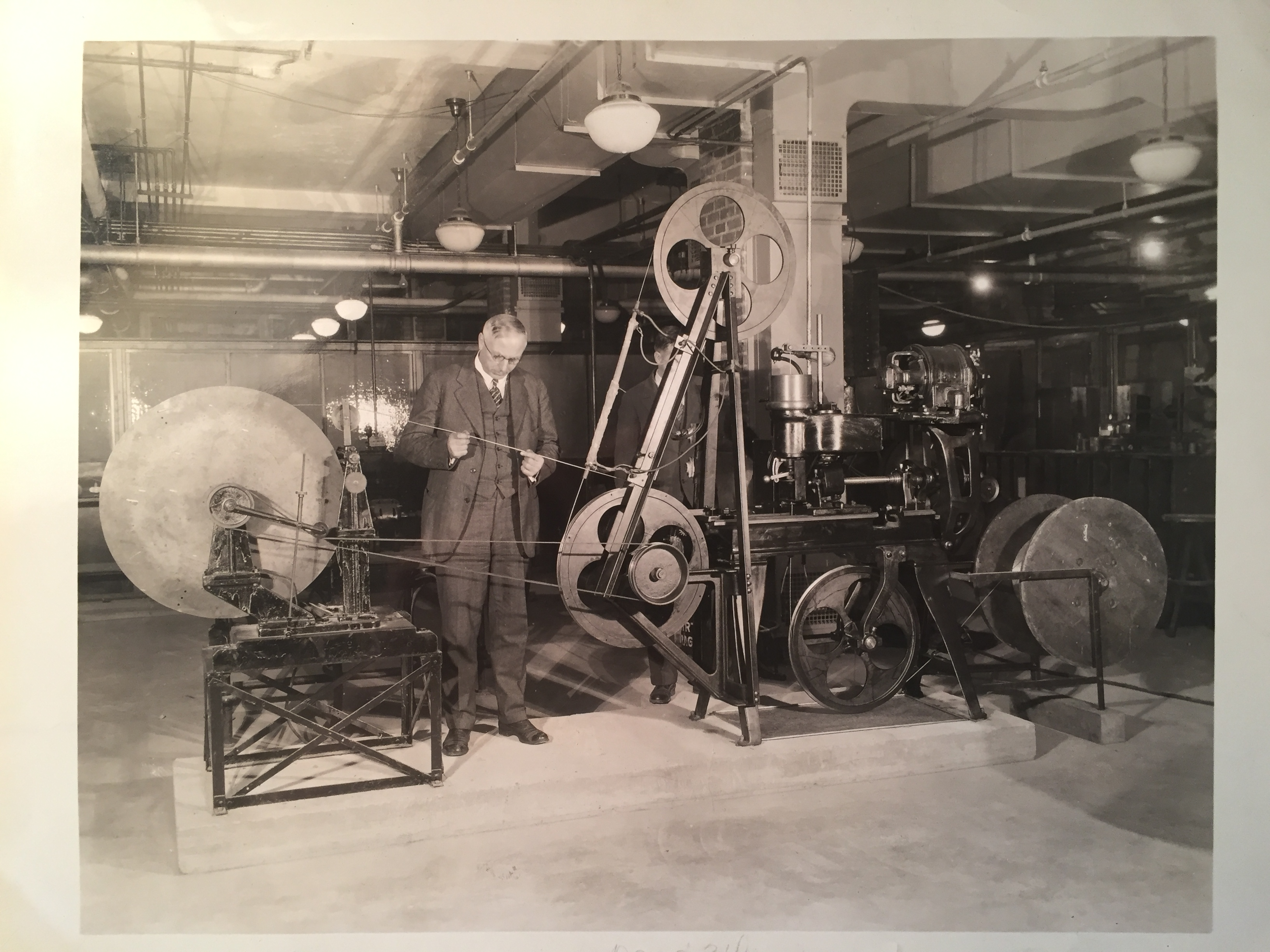
Gustaf W. Elmen prüft Permalloy

Gustav Waldemar Elmen (* 22. Dezember 1876 in Stockholm; † 10. Dezember 1957 in Englewood (New Jersey)) war ein schwedisch-US-amerikanischer Elektrotechniker und Metallurge, der um 1913 Permalloy (ähnlich wie Mu-Metall) entwickelte.
1893 emigrierte er in die USA, wo er 1918 die Staatsbürgerschaft erwarb. 1904–06 arbeitete er bei General Electric, 1906–25 für Western Electric und 1925–41 für die Bell Telephone Laboratories. Danach gründete und leitete (1941–56) er das Magnet-Labor der Naval Ordnance Laboratory in der Nähe von Washington D.C.  
1914 hatte er nach langer Suche das Mu-Metall entwickelt, dessen Permeabilität er 1923 durch Wärmebehandlung erhöhen konnte. Zusammen mit seinen Kollegen Oliver Ellsworth Buckley und Harold D. Arnold von den Bell Labs schlug er um 1915 eine Methode zur Konstruktion von Unterseekabeln vor, bei denen der Kupferleiter mit Permalloy umwickelt wird. 1923 wurde das Kabel in Bermuda getestet um im September 1924 ein Kabel von New York nach Horta auf den Azoren verlegt. 
Willoughby Joseph Smith (Sohn von Willoughby Smith), Henry Frederick Garnett und Walter Randall entwickelten um 1923–33 Mu-Metall.
1927 wurde er mit der John Scott Medal und 1940 mit dem Modern Pioneer Award ausgezeichnet.